# فرانك دوربن
فرانك دوربن (بالإنجليزية: Frank Durbin)‏ هو عسكري أمريكي، ولد في 19 أكتوبر 1895 في نيوهامبشير في الولايات المتحدة، وتوفي في 25 أبريل 1999.